# Ulis Williams
Ulis Williams (Estados Unidos, 24 de octubre de 1941) fue un atleta estadounidense, especializado en la prueba de 4x400 m en la que llegó a ser campeón olímpico en 1964.

## Carrera deportiva
En los JJ. OO. de Tokio 1964 ganó la medalla de oro en los relevos de 4x400 metros, con un tiempo de 3:00.7 segundos que fue récord del mundo, llegando a meta por delante de Reino Unido (plata) y Trinidad y Tobago (bronce), siendo sus compañeros de equipo: Mike Larrabee, Ollan Cassell y Henry Carr.